# Regelschule
Als Regelschule wird in der Bundesrepublik Deutschland jede allgemeinbildende Schulart wie Grundschule, Hauptschule, Realschule, Gesamtschule oder Gymnasium mit Ausnahme der Förderschule bezeichnet, welche sich in öffentlicher Trägerschaft (Staat/Bundesland bzw. kommunale Gebietskörperschaft) befinden. Damit wird das Regelschulsystem abgegrenzt vom System sogenannter privater bzw. „freier“ oder auch „alternativer“ Schulen.
Sonderschulen oder Förderschulen sind auf Schüler zugeschnitten, bei denen eine spezielle Behinderung oder ein sonderpädagogischer Förderbedarf festgestellt wurde. Allerdings werden auch Kinder und Jugendliche mit Behinderungen zunehmend in Regelschulsysteme integriert, zum Beispiel in Nordrhein-Westfalen im Rahmen des Gemeinsamen Unterrichts. Durch die UN-Behindertenrechtskonvention, die für die Bundesrepublik Deutschland seit dem 26. März 2009 rechtsverbindlich ist, wird das deutsche System der Sonder- bzw. Förderschulen grundsätzlich in Frage gestellt. Die Konvention ermöglicht es allen Eltern, vom zuständigen Schulträger nicht nur eine Integration ihrer behinderten Kinder in das Regelschulsystem, sondern die Inklusion dorthin zu verlangen.
In Deutschland besteht eine Unterrichtspflicht, und zwar grundsätzlich in Form der Schulpflicht. Da die Einhaltung dieser Pflicht von den Schulaufsichtsbehörden streng überwacht wird, besucht in Deutschland ein großer Anteil eines Jahrgangs die Grundschule sowie die weiterführenden Schulen des Regelschulsystems.

## Schülerschaft der Regelschulen
Zurzeit 2009 gilt die folgende Sprachregelung: Die Schüler, die eine Regelschule besuchen, werden Regelschüler genannt. Schüler mit einer Behinderung, die als Integrationsschüler anerkannt sind und die Integrationsklasse einer Regelschule besuchen, gelten nicht als Regelschüler. Sehr wohl als Regelschüler gilt allerdings ein Schüler mit einer Behinderung, die ihm nicht die Anerkennung als Integrationsschüler ermöglicht, aber das Recht zum Besuch einer Integrationsklasse einräumt. Zu dieser Gruppe gehören beispielsweise sinnesgeschädigte (blinde, sehbehinderte, schwerhörige, gehörlose) Schüler, die gegebenenfalls die Möglichkeit haben, an Regelschulen durch den mobilen Dienst unterstützt zu werden, soweit es diese oder eine vergleichbare Einrichtung in dem betreffenden Bundesland gibt.